# Andreas Mohn
Andreas Emanuel Mohn (* 19. April 1968 in Gütersloh) ist ein deutscher Sachbuchautor und Stiftungsgründer.

## Leben
Andreas Mohn wurde als Sohn von Liz Mohn, damals Elisabeth Scholz, und Joachim Scholz geboren. Er ist der Bruder von Brigitte und Christoph Mohn. Erst in späteren Jahren erfuhren er und seine Geschwister, dass ihr leiblicher Vater Reinhard Mohn (1921–2009) war, den die Mutter 1982 heiratete.
Nach dem Abitur am Städtischen Gymnasium in Gütersloh studierte Andreas Mohn Rechts- und Wirtschaftswissenschaften. 1997 arbeitete er zunächst für die Bertelsmann Inc. in New York als Projektmanager, wo er für die Fusion der Verlage Bantam-Dell-Doubleday und Random House zuständig war. Aufgrund gesundheitlicher Beschwerden schied er vorzeitig aus dem Projekt aus. Gegenwärtig arbeitet Andreas Mohn als freischaffender Künstler und Sachbuchautor. 
Im Sommer 2011 rief Mohn die Andreas-Mohn-Stiftung ins Leben, deren Ziel es ist, mit dem Stiftungsvermögen von zwei Millionen Euro „Kindern und Menschen in Not unbürokratisch und wirksam“ zu helfen.
Aufgrund seiner Multiplen Sklerose ist Mohn auf den Rollstuhl angewiesen. 
Mohn ist Vater von zwei Söhnen. Im Dezember 2012 heiratete er die Rechtsanwältin Eva-Maria Beermann, die als Vorstandsmitglied in der Andreas-Mohn-Stiftung tätig ist.

## Verhältnis zur Familie Mohn
Das Verhältnis von Andreas Mohn zu seiner Familie gilt als schwierig. So kritisierte der Autor 2004 seine Eltern im Wall Street Journal. Für Thomas Schulers im gleichen Jahr erschienene Familienbiographie Die Mohns fungierte er darüber hinaus als Berater.

## Werke
- Texte zum Thema Frieden. Frankfurt/Main 1998.
- Oliven und Wein bei Kerzenschein. Aachen 2000.
- Kurzskript zur Arbeitsmarktpolitik. Aachen 2001.
- Der Blick auf eine kooperative Daseinswelt. Egelsbach, Frankfurt/Main 2002.
- Heute leben für ein Morgen. Aachen 2004.
- Artwork. Aachen 2005.
- Beauty and dignity. Aachen 2007.
- Matheglanz. Minus x Minus = Minus. Baden-Baden 2013.
- Casino-Theorie. Spiel 67. Baden-Baden 2013.
- Mutmacher für älter werdende Menschen. Baden-Baden 2013.